# Bengt Johansson (fotbollsspelare)
Bengt Jonny Johansson, född 14 februari 1946, är en svensk före detta fotbollsspelare (centerforward) som representerade Gais, IF Saab och Standard Liège under 1960- och 1970-talet.

## Biografi
Johansson kom från BK Dalen till Gais säsongen 1962, då klubben spelade i division II. Han var endast 16 år då han debuterade i A-laget mot Redbergslids IK hösten 1962, i en 4–1-seger där han gjorde ett mål och var delaktig i ytterligare två. I pressen beskrevs han dagen därpå som det största centerfyndet sedan Agne Simonsson. Han fick starta även nästa match, mot IK Oddevold, och gjorde två mål när Gais vände 1–4 till 4–4.
Stora förhoppningar ställdes på den unge Johansson, och då Gais till säsongen 1964 hade gått upp i allsvenskan igen blev han ordinarie i klubben. Han gjorde emellertid bara fyra mål på 18 matcher, och Gais åkte ur efter att ha slutat sist i serien. I division II 1965 gjorde han 14 mål på 22 matcher, ett mindre än den interna skyttekungen Hasse Samuelsson, och efter ett lyckat kvalspel till allsvenskan spelade han ytterligare 15 allsvenska matcher (3 mål) för Gais 1966 och 6 matcher (2 mål) 1967. Sammanlagt blev det 72 matcher (30 mål) för klubben, varav 39 (9) i allsvenskan.
Till hösten 1967 gick han till IF Saab i division II. Efter en undanskymd tillvaro i Linköpingsklubben föll plötsligt allt på plats för Johansson då Gunnar Nordahl blev tränare för Saab, och han togs 1971 som 26-årig division II-spelare ut i landslaget av förbundskapten Georg "Åby" Ericson.
Efter tre lyckade landskamper sommaren 1971 blev han så proffs i belgiska Standard Liège. Han lyckades dock inte i Belgien, och efter att ha lånats ut till en klubb i andradivisionen flyttade han hem till Sverige och Saab igen 1973. Där spelade han 21 allsvenska matcher och gjorde 2 mål under Saabs enda säsong i allsvenskan. Han var på grund av skador inte längre i samma slag, och Saab åkte ur serien, men han fortsatte spela för Saab i flera år efter degraderingen.